# Битва під Дубном
Та́нкова би́тва під Бродами (відома також як битва під Ду́бном, битва за Дубно—Луцьк—Броди, 23—29 червня 1941) — найбільша танкова битва в світовій історії. Між 1-ю танковою групою групи армій «Південь» Вермахту і радянськими механізованими корпусами Південно-Західного фронту, що відбулася в червні 1941 року. У битві з обох сторін взяло участь до 4000 танків . З радянського боку у битві були задіяні 3128 танків усіх типів — від легких БТ і Т-26 до модернізованих КВ-2 та Т-34, яких налічувалося понад 800 одиниць. З німецького боку — близько 800 танків та САУ, з яких 450 танків Pz.III і Pz.IV. Вважається найбільшою танковою битвою у світовій історії.

## Передумови битви (22-23 червня 1941)
Наприкінці першого дня війни, не маючи достовірної інформації про хід воєнних дій, радянське головне командування ухвалило рішення про контрнаступ: директивою № 3 механізованим корпусам Південно-Західного фронту ставилося завдання контратакувати угруповання противника на рубежі Володимир-Волинський — Кристинопіль в загальному напрямку на Люблін, оточити і знищити його і до 26 червня оволодіти Любліном.
Утім вже 23 червня німці захопили Володимир-Волинський та розвивали наступ на Луцьк — Рівне. На цій ділянці фронту утворився п'ятдесятикілометровий розрив, куди спрямувалися сили 1-ї танкової групи і 6-ї армії німців. Командуванню фронтом довелося діяти відповідно до ситуації. Завдяки тиску представника Ставки — Г. К. Жукова, та його наказу «відкинути ворога за державний кордон» до думки начальника штаба Південно-Західного фронту генерала М. О. Пуркаєва ніхто не прислухався. Втім його пропозиція була найліпша: відвести війська та утворити суцільну лінію оборони, привести частини в порядок та згодом контратакувати. І. Х. Баграмян пише у своїх спогадах:

| Тільки властива М. П. Кирпоносу старанність, якась особлива переконаність у незаперечності наказів не дозволяли йому самому просити Москву про дозвіл на цей відхід.Оригінальний текст (рос.) Только присущая М. П. Кирпоносу исполнительность, какая то особая убежденность в неоспоримости приказов не позволяли ему самому просить Москву о разрешении на этот отход. |
Щоб ліквідувати прорив, командувач фронтом генерал-полковник Михайло Кирпонос ухвалив рішення завдати противникові удару силами 4-го, 15-го та 22-го механізованих корпусів першого ешелону, а згодом 9-го, 19-го та 8-го корпусів, яких мали підтримувати 131-ша моторизована дивізія, 1-ша протитанкова артилерійська бригада та інші частини. В реальності зазначені частини знаходилися в процесі висування до лінії фронту і вступали в бій по мірі прибуття, без взаємної координації, а деякі частини в контрударі участі так і не взяли.

## Дії сторін у контрударах 24 і 25 червня

Карта-схема бойових дій

До кінця 24 червня розрив між 6-ю та 5-ю радянськими арміями збільшився до 50 км, а корпуси все ще не були приведені в порядок, через втрату зв'язку певні їх частини навіть «загубилися», а інші маневрували згідно з довоєнними директивами, які ніхто не відмінив. У результаті вони втратили моторесурс та пальне, а також частково втягнулися у бої по частинах. На засіданні штабу Південно-Західного фронту постало питання: чи дочекатися збору мехкорпусів, а вже потім завдавати ударів на флангах німецького прориву, чи вводити частини в бій такими, які вони є наразі. В умовах категоричних наказів згори «відкинути ворога за державний кордон» до думки начальника штаба Південно-Західного фронту генерала Максима Пуркаєва ніхто не прислухався. Втім його пропозиція була найліпша: відвести війська та утворити суцільну лінію оборони, привести частини в порядок, а потім контратакувати. Натомість 24 червня було віддано наказ частинам мехкорпусів наступати у фланг німецькому угрупованню в загальному напрямку на Радехів.

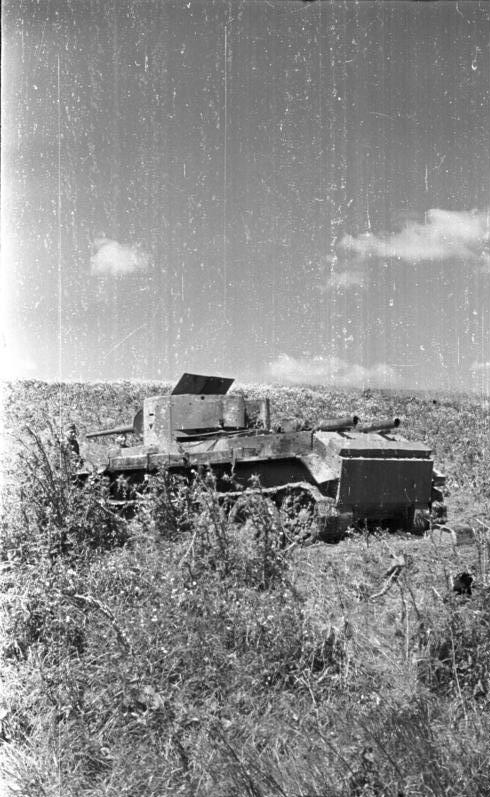
Підбитий радянський легкий танк БТ-5. Червень 1941 року

24 червня 19-та танкова і 215-та мотострілецька дивізії 22-го механізованого корпусу перейшли в наступ на північ від шосе Володимир-Волинський — Луцьк з рубежу Війниця — Богуславська. Атака виявилася невдалою — легкі танки дивізії напоролися на висунуті німцями протитанкові гармати. Корпус втратив більше ніж 50 % танків і почав розрізнено відходити в район Рожища. Сюди ж відійшла і 1-ша протитанкова артилерійська бригада генерала Кирила Москаленка, яка успішно обороняла шосе, але внаслідок відходу танкових корпусів виявилася відрізаною від основних сил. 41-ша танкова дивізія корпусу участі в контрударі не брала.

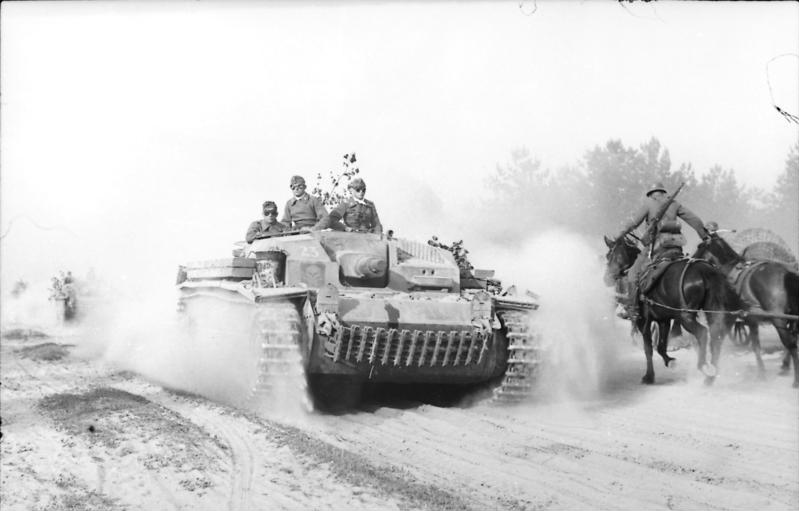
Штурмгешуц (штурмова гармата Stug III A на базі танка Panzer III). Червень 1941 року.

Вранці 25 червня удар по лівому флангу 1-ї танкової групи в напрямку Луцьк — Дубно завдали 9-й мехкорпус Костянтина Рокоссовського і 19-й мехкорпус Миколи Фекленка, змусивши частини 3-го моторизованого корпусу німців відійти на південний захід від Рівного. 43-тя танкова дивізія 19-го корпусу силами 79 танків 86-го танкового полку прорвала оборонні позиції німецької 11-ї танкової дивізії і до шостої години вечора увірвалися на околицю Дубна, вийшовши до річки Ікви. Однак внаслідок контрударів німців по позиціях 36-го стрілецького корпусу на лівому фланзі дивізії і 40-ї танкової дивізії на правому обидва фланги 43-ї дивізії виявилися незахищеними, і її частини змушені були відійти від Дубна на захід від Рівного. Німецька 11-та танкова дивізія, підтримана лівим флангом 16-ї танкової дивізії, в цей час вийшла до Острогу, просунувшись в глибокий тил радянських військ.
З півдня, з району Броди, на Радехів і Берестечко наступав 15-й мехкорпус генерала Гната Карпезо із завданням розгромити противника і з'єднатися з частинами 124-ї і 87-ї стрілецьких дивізій, оточених в районі Війниці та Милятина. 37-ма танкова дивізія мехкорпусу в другій половині доби 25 червня форсувала річку Радоставка і просунулася вперед. 10-та танкова дивізія зіткнулася з добре організованою протитанковою обороною німців і змушена була відійти. Позиції корпусу почали охоплювати з флангів німецькі піхотні частини.
8-й механізований корпус генерала Дмитра Рябишева, здійснивши з початку війни 500-кілометровий марш і залишивши на дорозі внаслідок поломок і ударів авіації до половини танків і частину артилерії, до вечора 25 червня почав зосереджуватися в районі Буська на південний захід від Бродів.

## Дії сторін у контрударах з 26 червня. Танкові бої за Дубно
Незважаючи на невдачу в проведених контрударах, керівництво Південно-Західного фронту продовжувало контратакувати. 26 червня було вирішено завдати потужні удари по флангах танкової групи Кляйста з півночі силами 9-го, 19-го та 22-го механізованих корпусів з району Луцька та Рівного та з півдня з району Бродів — 4-м, 15-м та 8-м мехкорпусами. Величезна маса танків була кинута для того, щоб остаточно «підрізати» фланги німецького угруповання та оточити його.
Командувач 5-ю армією генерал-майор Потапов за розпорядженням Військової ради фронту ухвалив рішення з ранку 27 червня розпочати наступ 9-го і 19-го механізованих корпусів на лівий фланг німецької угруповання між Луцьком і Рівним концентричними ударами в напрямку на Млинів і 36-го стрілецького корпусу на Дубно. Частини 15-го мехкорпусу повинні були вийти до Берестечка і повернути на Дубно. За ніч з 26 на 27 червня німці переправили через Ікву піхотні частини і зосередили проти 9-го мехкорпусу 13-ту танкову, 25-ту моторизовану, 11-ту піхотну і частину 14-ї танкової дивізії.
Виявивши перед собою свіжі частини, Рокоссовський запланований наступ не почав, одразу повідомивши в штаб, що атака не вдалася. Проти правого флангу корпусу під Луцьком почали наступ 298-ма і 299-та піхотні дивізії німців за підтримки танків 14-ї танкової дивізії. На даний напрямок була перекинута радянська 20-та танкова дивізія, що дозволило стабілізувати становище до перших чисел липня. 19-й мехкорпус в наступ перейти також не зміг. Більш того, під ударами німецьких 11-ї і 13-ї танкових дивізій він відійшов на Рівне, а потім на Гощу. При відступі і під ударами авіації була втрачена значна частина танків, автомашин і артилерії корпусу. 36-й стрілецький корпус був небоєздатний і не мав єдиного керівництва, тому в атаку перейти також не зміг. З південного напрямку передбачалася організація наступу на Дубно 8-го і 15-го мехкорпусів з 8-ї танкової дивізії 4-го мехкорпусу. О другій дня 27 червня перейти в наступ змогли тільки нашвидку організовані зведені загони 24-го танкового полку і 34-ї танкової дивізії під командуванням бригадного комісара Миколи Попеля. Інші частини дивізії до того часу тільки перекидалися на новий напрямок.
Удар в напрямку на Дубно став для німців несподіваним. Зім'явши оборонні заслони, група Попеля до вечора вийшла на околицю Дубно, захопивши тилові запаси 11-ї танкової дивізії і кілька десятків непошкоджених танків. За ніч німці перекинули до місця прориву частини 16-ї моторизованої, 75-ї і 111-ї піхотних дивізій і закрили прорив, відрізавши групу Попеля. Спроби частин 8-го механізованого корпусу повторно прорвати оборону противника успіху не мали і під ударами авіації, артилерії і переважаючих сил німців він змушений був перейти до оборони.
На лівому фланзі, прорвавши оборону 212-ї моторизованої дивізії 15-го механізованого корпусу, близько 40 німецьких танків вийшли до штабу 12-ї танкової дивізії, однак були зупинені дивізійним резервом — групою з шести танків КВ і чотирьох Т-34.

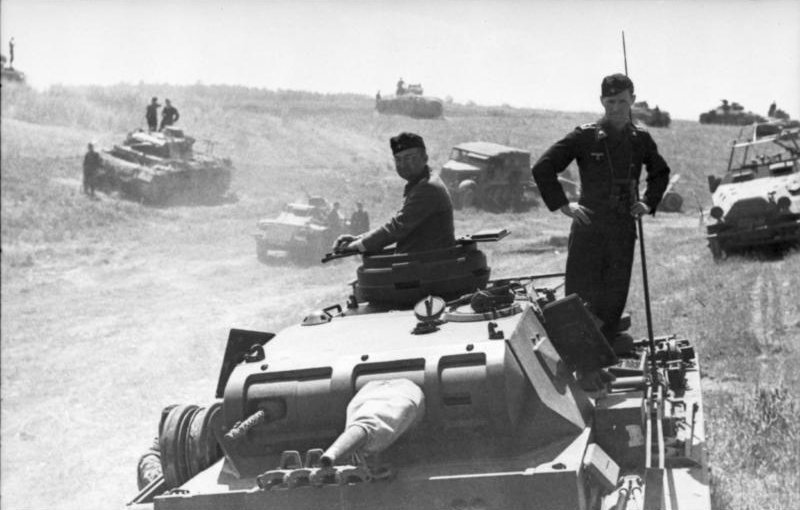
Танки Panzer III 13-ї танкової дивізії. Червень 1941 року.

Наступ 15-го механізованого корпусу виявився невдалим, зазнавши великих втрат від вогню протитанкових гармат, його частини не змогли переправитися через річку Острівка і були відкинуті на вихідні позиції по річці Радоставка. 29 червня знекровлений 15-й механізований корпус був змінений частинами 37-го стрілецького корпусу і відійшов на Золочівські висоти в районі Білий Камінь — Сасів — Золочів — Ляцьке. Відхід корпусу розпочався без зміни його частинами 37-го стрілецького корпусу та не повідомивши про це сусіда на фланзі — командира 8-го механізованого корпусу Рябишева, у зв'язку з чим німецькі війська безперешкодно обійшли його з флангу.
8-й механізований корпус вранці 26 червня увійшов у Броди та отримав подальше завдання наступати на Дубно. Розвідка корпусу виявила німецьку оборону на річці Іква і на річці Ситенька, а також частини 212-ї моторизованої дивізії 15-го мехкорпусу, напередодні висунутої з Бродів. Вранці 26 червня 12-та танкова дивізія генерал-майора Мішаніна форсувала річку Слонівка, атакувала і до 16 години захопила місто Лешнів. На правому фланзі 34-та танкова дивізія розгромила ворожу колону, захопивши 4 танка і близько 200 полонених. На кінець доби дивізії 8-го мехкорпусу просунулися в напрямі Брестечка на 8—15 км, потіснивши частини 57-ї піхотної та 16-ї танкових дивізій противника, що відійшли і закріпилися за річкою Пляшівка. Усвідомивши загрозу правому флангу 48-го моторизованого корпусу, німці перекинули в цей район 16-ту моторизовану дивізію, 670-й протитанковий батальйон і батарею 88-мм гармат. До вечора противник уже намагався контратакувати частини мехкорпусу. У ніч на 27 червня мехкорпус отримав наказ вийти з бою і почати зосередження за 37-м стрілецьким корпусом.
На 29 червня наступальні можливості радянських військ, які мали на озброєнні танки застарілих конструкцій, були вичерпані. В умовах відсутності зв'язку, розвідки, чіткої організації взаємодії між сусідами, піхотою та авіацією, при постійних змінах наказів, танкова битва в трикутнику Луцьк—Броди—Рівне стала кладовищем радянських танкових частин. Незважаючи на більш ніж дворазову перевагу чотирьох механізованих корпусів Південно-Західного фронту в танках (2350 проти майже 900), зустрічний бій було програно. Лише дивізії 19-го механізованого корпусу генерал-майора Фекленка досягнули певного успіху: 43-тя танкова, маючи в передових порядках танки Т-34 та КВ за чотири години боїв відкинула добре пошматовану 11-ту танкову дивізію німців на 30 км та вийшла до Дубно, а 40-ва розбила колону ворога під Млиновом.

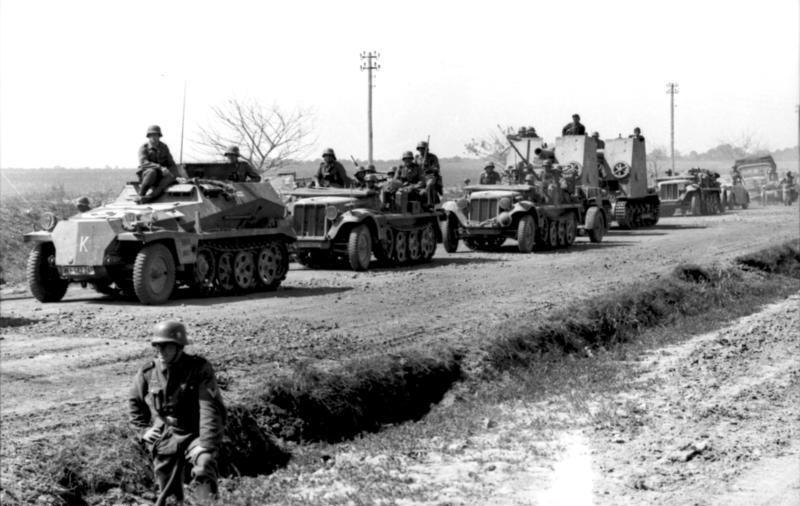
Німецька моторизована частина на марші. Червень 1941 року.

29 червня німці зайняли Буськ і Броди, утримувані одним батальйоном 212-ї моторизованої дивізії. На правому фланзі 8-го корпусу без опору відійшли частини 140-ї і 146-ї стрілецьких дивізій 36-го стрілецького корпусу та 14-та кавалерійська дивізія. Опинившись в оточенні, 8-й механізований корпус зумів організовано відійти на рубіж Золочівських висот, прорвавши німецькі заслони. Наслідок дроблення сил 8-го корпусу був блискавичним: Кляйст сформував спеціальну групу і, наступаючи південно-західніше Дубно, відрізав групу Попеля від частин 6-ї армії. Спрямувавши значні сили проти решти сил 8-го мехкорпусу, Кляйсту вдалося оточити і його.
Розуміючи, що контрудари не приносять бажаних наслідків, командування Південно-Західного фронту ухвалило рішення припинити подальші атаки та перейти до оборони, для чого силами 3-х висунутих з тилу стрілецьких дивізій зайняти рубіж суцільної оборони, механізовані корпуси вивести в тил та привести в порядок для подальшого контрудару. Втім, директиви ставки ВГК вимагали «не давати ні дня спокою агресору!». Врешті-решт ситуація призвела до катастрофи. Лише 30 червня Москва переконалася в безперспективності подальших контрударів та наказала військам Південно-Західного фронту до 9 липня відійти на лінію старих укріплених районів. Втім час вже було втрачено, адже Кляйст, відшукавши шпарини в радянських бойових порядках, прорвався до Острога, а згодом і до Рівного. Нехтуючи порадами Пуркаєва, Кирпонос не наказав військам фронту вчасно відійти на лінію старих УРів.
Група Попеля залишилася відрізаною в глибокому тилу противника, зайнявши кругову оборону в районі Дубно. Оборона тривала до 2 липня, після чого, знищивши залишки техніки, загін почав пробиватися з оточення. Пройшовши по німецьких тилах понад 200 км група Попеля і частини 124-ї стрілецької дивізії 5-ї армії, що приєдналися до неї, вийшли в розташування 15-го стрілецького корпусу 5-ї армії. З оточення вийшло понад тисячу бійців, втрати 34-ї дивізії і доданих їй частин склали 5363 осіб зниклими безвісти і близько тисячі вбитими, загинув командир дивізії полковник Іван Васильович Васильєв. Корпус Рябишева бився в оточенні і не міг з'єднатися з групою Попеля в Дубно і змушений був прориватися на південь.

## Втрати сторін
- Втрати радянських військ в битві: 2648 танків[8][5]. Якщо німці мали можливість ремонтувати свої машини і мали трофеї (використовуючи їх під білими хрестами), то радянські втрати були безповоротними, тому що залишалися на окупованій території. Всього втрати Південно-Західного фронту в прикордонній битві (22 червня — 6 липня): 4381 танк[8]. На 7-9 липня в мехкорпусах залишалося танків: в 8-му — 43, в 9-му — 35, в 15-му — 66, у 19-му — 66, у 22-му — 340, всього 550 танків.

- Безповоротні втрати в 1-ї танкової групи вермахту до 5 липня 1941 року — 85 танків (і 200 в майстернях); втрати 1-ї танкової групи в живій силі на 6 липня 1941 року 3 817 осіб, в тому числі убитими 905 чол[4].

## Причини і наслідки поразки радянських військ

### Протистояння доктрин
Причинами невдалої спроби контрнаступу і великих втрат радянських військ (на один підбитий німецький танк припадало 21 радянських) вважаються відсутність прикриття авіацією (майже всі літаки були знищені у перші ж години війни на аеродромах першої лінії), відсутність організації взаємодії танкових сил з іншими родами військ, брак досвіду командирів.

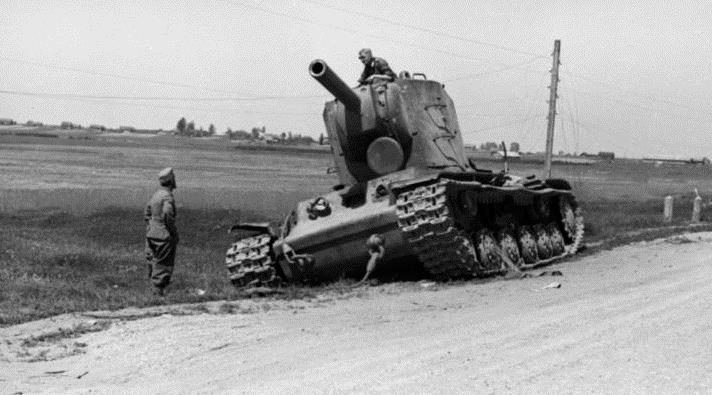
Підбитий радянський важкий штурмовий танк КВ-2. Червень 1941 року.

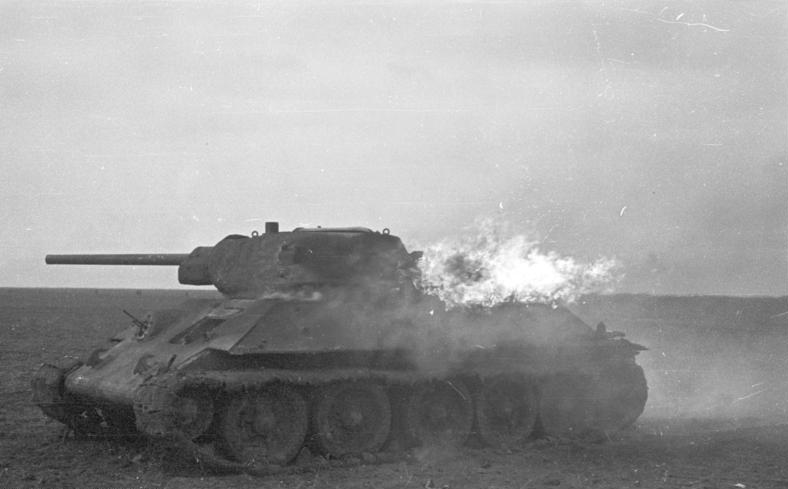
Т-34 горить у полі під Дубно

Маючи досвід польської та французької військових кампаній, в 1941 році командування Вермахту головну ставку робило на оперативні дії невеликих за кількістю техніки механізованих з'єднань з танків, піхоти на машинах, частин розвідки на мотоциклах та легких танках, зведених у танкові групи. Запорукою успішної дії цих підрозділів був постійний радіозв'язок та прикриття авіацією. Танкові групи мали пробити лінію оборони противника та наступати в глибину, охоплюючи ворожі частини з флангів. Результатом ставало їх оточення та вихід своїх військ на оперативний простір. В Червоній армії до 1940 року також існували відносно невеликі гнучкі танкові бригади та моторизовані дивізії, втім вони були розформовані та розпочато створення великих танкових з'єднань — механізованих корпусів, до складу яких мало входити понад тисяча танків. Окрім танкових частин, до їх складу мали входити мотопіхота, артилерійські батареї та навіть авіація. За умови скоординованої дії усіх частин механізованого корпусу, такий механізований корпус був би дуже потужною силою. Але перші дні війни показали, що саме це стало «ахіллесовою п'ятою» недосформованих радянських мехкорпусів, тому що, введені в бій по частинах, вони вже не могли протистояти меншим кількісно, але комплексним з'єднанням німців. Як наслідок, вирішальним чинником в танкових боях, що точилися в прикордонних битвах в перші тижні війни, стали не кількість та якість танків, а вміння оперативно керувати підрозділами, координувати їх взаємодію з іншими родами військ, організація зв'язку та постачання. Саме ці причини звели нанівець переваги радянської техніки та призвели до величезних людських втрат.
Бездумна розтрата значних сил у необґрунтованих контрударах, призвела не тільки до провалу плану відсічі гітлерівцям біля кордону та програшу прикордонної битви. Вона стала основною причиною поразки військ Південно-Західного, а як наслідок, і Південного фронтів на Правобережжі загалом. Разом із тим результатом контрударів стала затримка на тиждень наступу 1-ї танкової групи і зрив планів німецького командування прорватися до Києва і оточити 6-ту, 12-ту і 26-ту армії Південно-Західного фронту на Львівському виступі.